# 东皇街道 (习水县)
东皇街道，是中华人民共和国贵州省遵义市习水县下辖的一个街道办事处。
2015年12月28日，贵州省人民政府批复同意习水县部分乡镇行政区划调整，新设置的东皇街道辖原东皇镇杉王社区、天生社区、矿中社区、银龙社区、关坪村、白坭村、大坝村、大陆村，街道办事处驻大陆村。

## 行政区划
东皇街道下辖以下地区：
天生社区、矿中社区、杉王社区、大坝村、白坭村、大陆村、关坪村和银龙村。